# Tempo di villeggiatura
Tempo di villeggiatura è un film del 1956 diretto da Antonio Racioppi, al suo esordio come regista.

## Trama
In un hotel di Corniolo si incrociano le storie e le vicissitudini amorose di persone normali e originali. 
Un ragioniere corteggia una signorina, finta timida. Un aspirante attore per sopravvivere chiede aiuto alle cameriere. Un autista si invaghisce di un'ex ballerina provocando la reazione della sua fidanzata. Uno studente di medicina si vergogna del padre, un onesto capo cameriere.

## Produzione
La riscoperta del paesaggio italiano, dopo gli scenari saturi di Art déco della commedia del Ventennio, era già stata auspicata da giovani critici antifascisti che si raccoglievano intorno a Cinema  quali Mario Alicata, Michelangelo Antonioni, Giuseppe De Santis e Gianni Puccini, fin dai primi anni Quaranta. In questa fittizia località di Corniolo, frazione del comune altrettanto fittizio di San Vincenzo, ubicata così esattamente quanto fantasticamente a 38 Km a sud di Roma, viene messa in scena l'animazione del turismo di massa dell'epoca raccontandoci «storie di personaggi solo verosimili e non più realistici, che agiscono nello spazio di un set ricostruito nei teatri di posa».
Il paesino in cui viene girato per la maggior parte il film è Nemi, una delle perle dei Castelli Romani che si affaccia sull’omonimo Lago, il quale si può notare in diverse inquadrature della pellicola.

## Accoglienza

### Critica
(Piero Bianchi, Il Giorno, 19 ottobre 1956)
(Leo Pestelli, La Stampa, 25 novembre 1956)
(Segnalazioni cinematografiche, vol. 40, 1956)

## Riconoscimenti
- 1957 – Nastri d'argento
  - Nastro d'argento alla migliore attrice non protagonista a Marisa Merlini